# Damawand
Der Damawand, Damavand oder Demawend (auch Damāvand, Kurzform für persisch كوه دماوند, DMG Kūh-e Damāwand, wörtliche Bedeutung: „der Dampf enthaltende Berg“, im übertragenen Sinne für „rauchender Berg“) ist der höchste Berg Irans im Elburs-Gebirge in der Provinz Mazandaran.

## Geographie

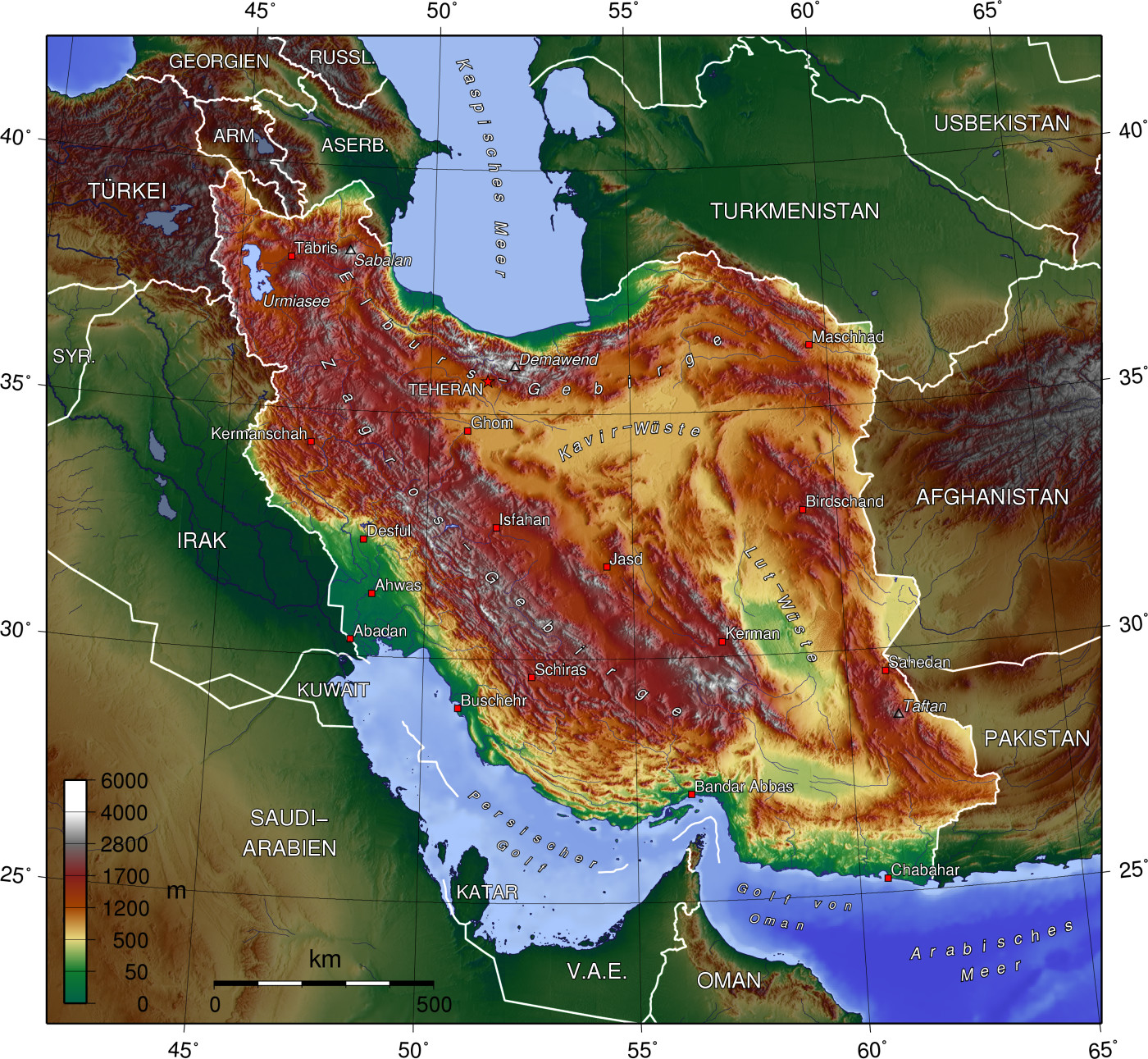
Topografie Irans mit dem Damawand

Der Damawand ragt als ruhender, nur noch leicht rauchender Vulkankegel etwa 70 km ostnordöstlich von Teheran südlich des Kaspischen Meeres 5604 m hoch auf und überragt damit alle umliegenden Berge bei weitem. Julius von Minutoli, der erste preußische Generalkonsul in Persien, bestieg den Damawand am 29. Juli 1860 von der Südseite her. In der 8 Fuß langen und 4 Fuß breiten Schwefelhöhle war der Fußboden so durchgewärmt, dass man sich an manchen Punkten nicht hinsetzen konnte. Durch Experimente mit zwei Hygrometern bestimmte er bei 19,34 °C Lufttemperatur den Siedepunkt des Wassers. Er lag bei 83,63 °C. Daraus errechnete er die Höhe des Damawand mit 18.000 preußischen Fuß, umgerechnet 5652 m. In der Literatur kursieren als alternative Höhenangaben auch 5610 m bzw. 5671 m. Der Damawand ist damit der höchste Berg Irans, gilt aber auch, je nach geografischer Definition, als höchster Gipfel des gesamten Nahen Ostens. Der Elbrus an der Grenze zwischen Europa und Asien ist zwar höher, doch ist seine Zugehörigkeit zu Asien oder Europa umstritten. Mit einer Schartenhöhe von 4660 m bzw. 4667 m ist er einer der höchsten freistehenden Berge der Welt. Julius von Minutoli beschrieb den 20–30 Fuß tiefen Krater als mit blaugrünem Schnee bedeckt, „ob durch den Reflex der dort zu Tage liegenden Schwefelstufen oder durch irgendwelche Einflüsse der Atmosphäre gebildet, muss dahin gestellt bleiben.“

## Alpinismus
An allen Seiten des gleichmäßigen Vulkankegels gibt es Routen, die meist unschwierig über Geröll und Sand, teilweise auch in Kletterei zum Gipfel führen. Der bekannteste und meistbegangene Weg ist die Route von Süden her: Vom letzten Dorf, Reyneh (auch „Lager 1“ genannt), gelangt man über Fahrstraßen nach Gūsfandsara („Lager 2“). Von hier führt ein Wanderweg hinauf zur neuen Hütte Bargah-e-Sewom (ca. 4180 m – „Lager 3“) – etwas oberhalb des alten, bunkerartigen Gebäudes – mit Übernachtungsmöglichkeit und Wasserstelle. Hier verbringt man normalerweise die Nacht, bevor man dann am nächsten Tag noch bei Dunkelheit zum Gipfel aufbricht; auch das letzte Stück weist keine technischen Schwierigkeiten auf, sondern besteht letztlich nur aus 1500 Höhenmetern gleichmäßigem Wandern auf schmalen Schuttpfaden. Im obersten Teil des Berges überquert man sandige Hänge mit zahlreichen kleinen Löchern im Boden, aus denen Schwefelgase aufsteigen. Mit etwas Glück kann man den Damāwand im August völlig ohne Schnee- und Eiskontakt besteigen; im Normalfall sollte man sich aber darauf einstellen, dass der Gipfel nicht aper ist. Wer bei Dunkelheit am Gipfel steht, kann am Horizont das Lichtermeer Teherans bestaunen.
Im Jahr 1843 bestieg der österreichische Botaniker Theodor Kotschy während seiner Persienexpedition den von ihm auf nur 14.000 Fuß, ca. 4400 Meter, Höhe geschätzten Gipfel des Damawand.
Reinhold Messner scheiterte im Jahre 1970 bei einem Versuch, den Damawand im Winter zu besteigen, aufgrund von widrigen Wetterverhältnissen. 2014 bestieg der deutsche Extrem-Einradfahrer Lutz Eichholz den Damawand und fuhr den kompletten Berg mit dem Einrad hinab. Damit stellte er einen neuen Weltrekord für die höchste je mit dem Einrad gefahrene Bergabfahrt auf.

## Mythos und Legenden um den Damawand
In zoroastrischen Texten und Mythologie war der dreiköpfige Drache Azhi Dahaka an den Berg gekettet, wo er bis zum Ende aller Zeiten bleiben muss. Auch die Legende von Arasch spielt sich um den Berg herum ab.
Eindrücklich werden die Begebenheiten um diesen Berg im Schāhnāmeh, dem persischen Königsbuch des Dichters Abū l-Qāsem-e Ferdousī, beschrieben. Fereydun befreit darin Iran von der tausend Jahre dauernden Herrschaft des Zahak, indem er diesen gefangen nimmt und an eine Felswand des Damawand nagelt:
Am Berg Demawand er legt’ ihn in Band.
Einen engen Ort er ihm dort erkor,
Eine Höhle, die sich grundlos verlor.
Da heftet er ihn mit Nägeln stark,
An Stellen, wo’s nicht traf das Mark,
Und schmiedet’ ihn so die Händ’ an den Stein,
Daß lang’ er müßt leben in Pein.
Auch im Gedicht Damāvand von Mohammad-Taqi Bahar findet sich ein schönes Beispiel der großen Bedeutung des Berges in der persischen Literatur. Der erste Vers:
ای دیو سپید پای در بند
ای گنبد گیتی ای دماوند
Ey dīw-e sepīd-e pāy-e dar band,
Ey gonbad-e gītī, ey Damāwand
Oh weißer Dämon mit Füßen im Band,
Oh Kuppel der Welt, oh du Damāwand

## Bilder

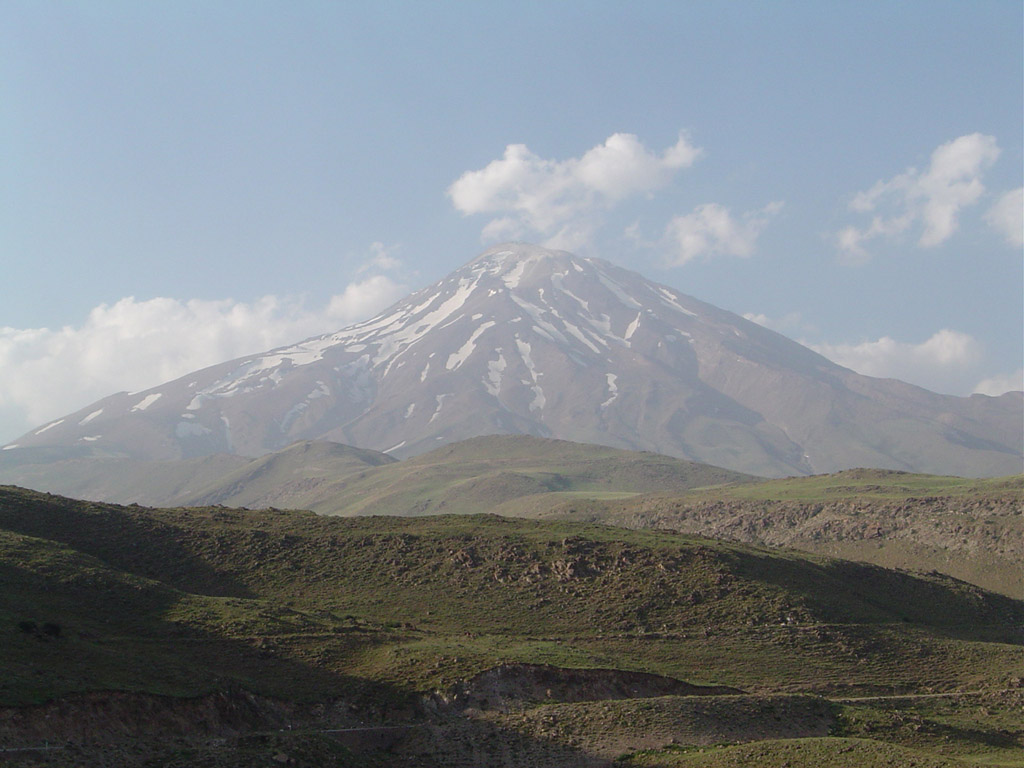
Fast schneefreier Damawand.
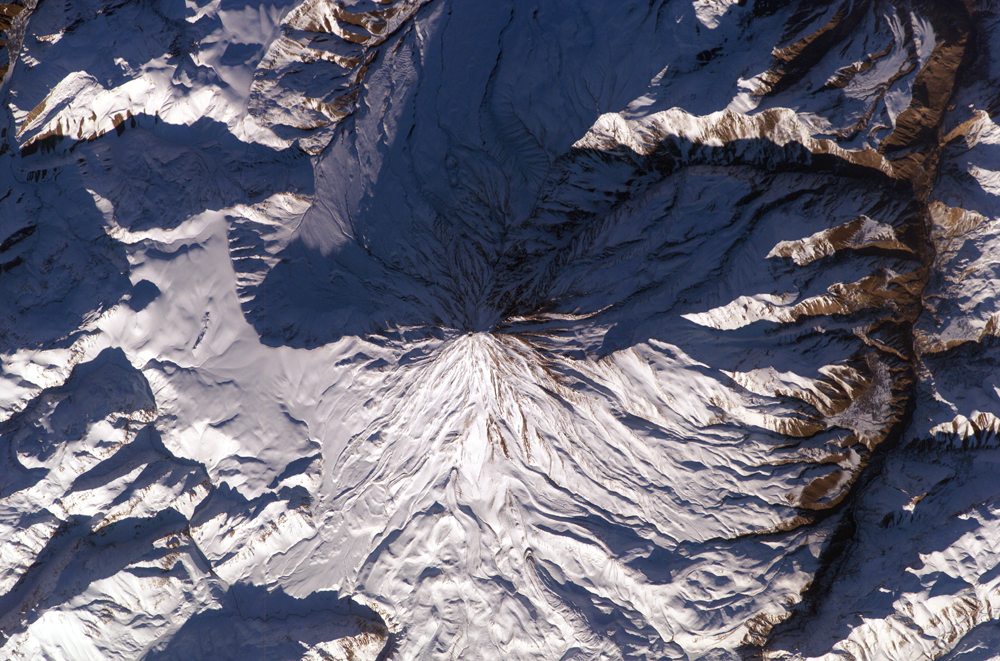
Der Gipfelkrater des Damawand.
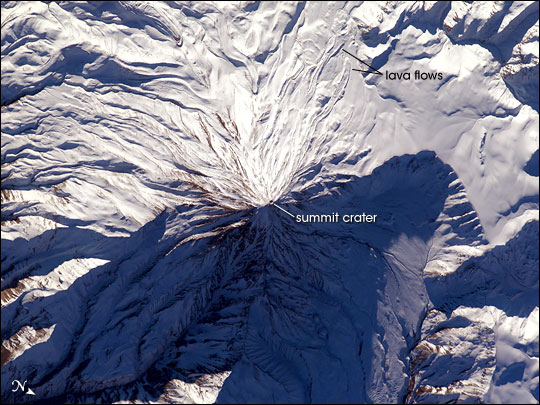
Satellitenaufnahme mit Gipfelkrater und Lavaspuren auf dem Damawand.
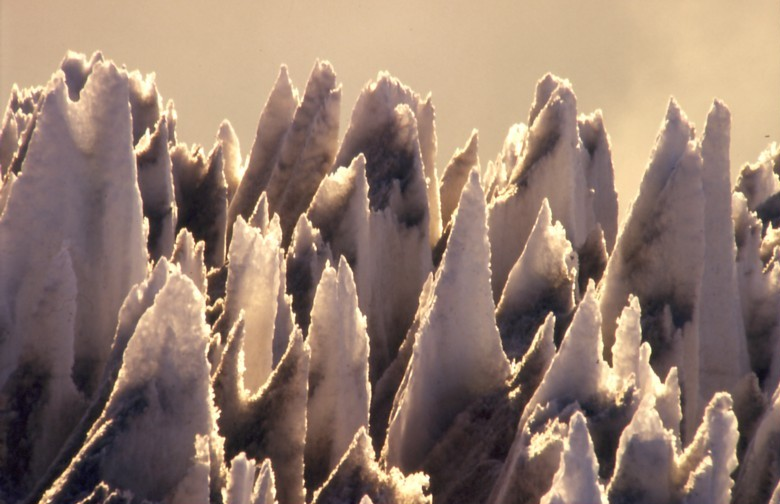
Büßereis in der Gipfelregion des Damawand.
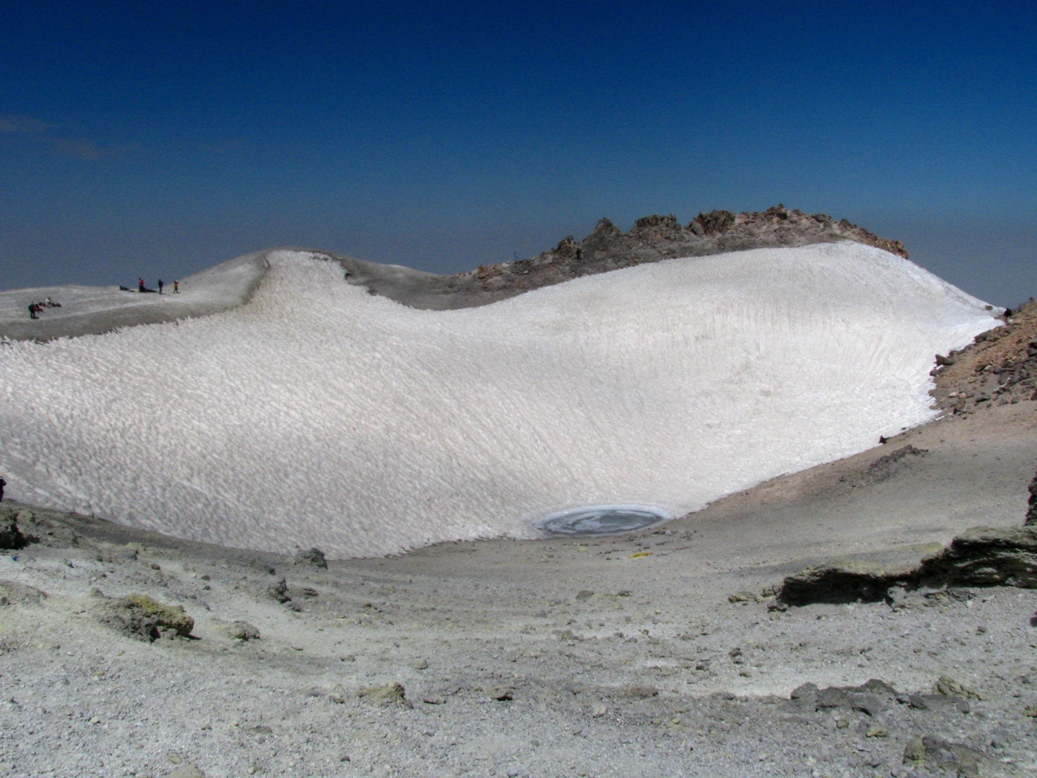
Krater des Damawand im August